# Réda Zeguili
Réda Zeguili, né le 7 janvier 1963, est un joueur puis entraîneur de handball algérien. Lors de sa carrière de joueur, il évolue avec le MC Alger, remportant notamment la Supercoupe d'Afrique en 1996. Il est également membre de l'équipe d'Algérie, sélection qui dirige lors de carrière d'Algérie, avec une victoire lors du Championnat d'Afrique des nations 2014. Il dirige le club de GS pétroliers avec lequel il remporte de nombreux trophées, dont la Ligue des champions, en  2003, 2004, 2005, 2006, 2008, 2009 et la Supercoupe d'Afrique en 2004, 2005, 2006. Après une victoire de la coupe d'Algérie 2019, il compte 99 trophées à son palmarès.

## Palmarès de joueur
En 2019, après sa victoire en lors de l'édition 2019 de la Coupe d'Algérie, il aurait remporté son 99e titre dans sa carrière (toutes compétitions confondues), en tant que joueur et entraîneur.
En 2024, après sa victoire en lors de l'édition 2024 de la Supercoupe d'Algérie , il aurait remporté son 100e titre dans sa carrière (toutes compétitions confondues), en tant que joueur et entraîneur

### En clubs
Nadit Alger
- Vainqueur du Champion d'Algérie : 1985
- Vainqueur de la Coupe d'Algérie : 1985
- Vainqueur du Championnat arabe des clubs champions : 1985

 MC Alger
- Vainqueur du Champion d'Algérie (11): 1987 ,1988 ,1989, 1990 , 1991 , 1992, 1994, 1995,1997, 1998, 1999
- Vainqueur de la Coupe d'Algérie (10): 1987 ,1989, 1990 , 1991 ,1993, 1994, 1995 ,1997, 1998, 1999
- Vainqueur de la Ligue des champions (3):  1997, 1998, 1999
  - Finaliste en 1985
- Vainqueur de la Coupe d'Afrique des vainqueurs (9):1988, 1991, 1992, 1993, 1994, 1995, 1997 , 1998, 1999.
  - Finaliste en 1989, 1990, 1996

- Vainqueur de la Supercoupe d'Afrique (6) :  1994, 1995, 1996, 1997 ,1998, 1999
- Vainqueur du Championnat arabe des clubs champions (2): 1989, 1991.
- 7e place de la Coupe du monde des clubs de handball 1997

### Avec l'Équipe d'Algérie
Championnat d'Afrique des nations
- Médaille de bronze au Championnat d'Afrique des nations 1992 ( Côte d'Ivoire)

Championnats du monde
- 15e place au championnat du monde 1999 ( Égypte)

## Palmarès d'entraîneur

### En clubs
GS pétroliers
- Vainqueur du Champion d'Algérie : 2000, 2001, 2002, 2005, 2006, 2007, 2008, 2009, 2010, 2011, 2013, 2014, 2016, 2017, 2018.
- Vainqueur de la Coupe d'Algérie :  2000, 2001, 2002, 2004, 2005, 2006, 2007, 2008, 2009, 2010, 2011, 2012, 2013, 2014, 2017, 2019.

- Vainqueur de la Supercoupe d'Algérie : 2016, 2018.
- Vainqueur de la Ligue des champions : 2000, 2003, 2004, 2005, 2006, 2008, 2009.

- Vainqueur de la Supercoupe d'Afrique :  2004, 2005, 2006.
- 3e place à la Coupe du monde des clubs : 2007

 ES Aïn Touta
- Vainqueur de la Supercoupe d'Algérie : 2024

### Avec l'Équipe d'Algérie
Ses résultats avec l'Équipe d'Algérie :
- Médaille d'or au championnat d'Afrique 2014 ( Algérie)
- 24e place au championnat du monde 2015 ( Qatar)

### Avec l'Équipe de Libye
- 12e place au championnat d'Afrique 2024